# Chikkakoppa, Kanakapura
Chikkakoppa là một làng thuộc tehsil Kanakapura, huyện Ramanagara, bang Karnataka, Ấn Độ.